# بهاء الدين قراقوش
بهاء الدين قراقوش بن عبد الله الأسدي الرومي المالكي الناصري (الملقب بأبو سعيد) كان قائدًا عسكريًا من رجال صلاح الدين الأيوبي. شغل منصب حارس القصر وحارس الدولة الفاطمية، وتولى بناء قلعة القاهرة وتحصين عكا. بعد وفاة صلاح الدين الأيوبي، شغل منصب الوصي على مصر للسلاطين الأيوبيين العزيز عثمان والمنصور حتى أُجبر على التنازل. توفي عام 1201. 
على الرغم من أنه يحظى بتقدير كبير من قبل المعاصرين والمؤرخين، إلا أن سمعته بعد وفاته مستمدة بشكل رئيسي من كتيب ساخر كتبه خصم سياسي يسخر منه باعتباره ملكًا غبيًا ومستبدًا.

## سيرته
كان خادم صلاح الدين الأيوبي وقيل خادم أسد الدين شيركوه، عم صلاح الدين فأعتقه. ولما استقل صلاح الدين بالديار المصرية جعل له زمام القصر، ثم ناب عنه مدة بالديار المصرية، وفوّض أمورها إليه، واعتمد في تدبير أحوالها عليه. كان رجلاً مسعودًا، حسن المقاصد، جميل النية، وصاحب همة عالية، فآثاره تدل على ذلك، فهو الذي بنى السور المحيط بالقاهرة، ومصر وما بينهما، وبنى قلعة الجبل، وبنى القناطر التي بالجيزة على طريق الأهرام، وعمّر بالمقدس رباطا، وعلى باب الفتوح بظاهر القاهرة خان سبيل، وله وقف كثير لايعرف مصرفه.
عندما أخذ صلاح الدين مدينة عكا من الفرنج سلمها إليه، ثم لما عادوا واستولوا عليها وقع أسيرًا في أيديهم، وافدى نفسه منهم بعشرة آلاف دينار في سنة 588هـ، ففرح به السلطان فرحًا شديدًا، وكان له حقوق كثيرة على السطان وعلى الإسلام والمسلمين، واستأذن في المسير إلى دمشق ليحصل مال إقطاعـه فأذن له. والناس ينسبون إليه أحكاماً عجيبة في ولايته، حتى إن للأسعد بن مماتي له جزء سماه "الفاشوش في حكم قراقوش"، وفيه أشياء يبعد وقوع مثلها منه، والظاهر أنها موضوعة، حيث إن صلاح الدين كان معتمدا عليه في أحوال المملكة، ولولا وثوقه بمعرفته وكفايته مافوضها إليه، وتوفي بالقاهرة سنة (597هـ). وقراقوش: وهو لفظ تركي معناه بالعربي العُقاب، الطائر المعروف، وبه سمي الإنسان. وقد قضى مايزيد على الثلاثين عاما في خدمة السلطان صلاح الدين الأيوبي وابنيه. ويعرف قراقوش لدى غالبية الناس مقترنا بالأحكام العجيبة والتي تصوره ظالما تارة وغبيا تارة أخرى، وهي أحكام يتناقلها الناس ويزيد عليها البعض نوادر وطرائف نسبت قبل قراقوش إلى الكندي وجحا وأشعب حتى أصبح البعض حين يرى تصرفا ظالما أو غريبا يطلق عليه «حكم قراقوش».